# 존 새뮤얼 케년
존 새뮤얼 케년(John Samuel Kenyon, 1874년 ~ 1959년 9월 6일)은 미국의 언어학자이다.
오하이오 출신으로 1898년에 히람 대학교를 졸업하였으며 1916년부터 1944년까지 같은 학교에서 교수로 재직하였고, 은퇴 후에는 사망할때까지 명예교수로 재직하였다.
1924년에는 미국 발음(American Pronunciation)을 저술하였으며 1944년에는 토마스 노트와 함께, 오늘날에도 미국 영어 발음 지침서의 고전으로 자리잡은 미국 영어의 발음 사전(A Pronouncing Dictionary of American English)을 집필하였다.
또한, 웹스터 사전(Webster's New International Dictionary)의 두 번째 판에서 발음부분의 자문 편집장을 맡음으로서 미국 영어 연구에서 개척적인 전문가로 자리잡았다.